# Dänische Badmintonmeisterschaft 2001
Die Dänische Badmintonmeisterschaft 2001 fand vom 2. bis zum 4. Februar 2001 in Fredericia statt. Es war die 71. Austragung der nationalen Titelkämpfe im Badminton in Dänemark.

## Titelträger
| Disziplin    | Sieger                                                      |
| ------------ | ----------------------------------------------------------- |
| Herreneinzel | Peter Gade, Gentofte BK                                     |
| Dameneinzel  | Camilla Martin, Gentofte BK                                 |
| Herrendoppel | Jens Eriksen Jesper Larsen, Hvidovre BC                     |
| Damendoppel  | Helene Kirkegaard, Lillerød Rikke Olsen, Kastrup-Magleby BK |
| Mixed        | Michael Søgaard Rikke Olsen, Kastrup-Magleby BK             |

## Endspielergebnisse
- Peter Gade – Anders Boesen 15:7 15:5
- Camilla Martin – Mette Sørensen 11:6 11:7
- Jens Eriksen / Jesper Larsen – Jim Laugesen / Michael Søgaard 15:9 9:15 15:13
- Helene Kirkegaard / Rikke Olsen – Pernille Harder / Majken Vange 15:6 15:8
- Michael Søgaard / Rikke Olsen – Jens Eriksen / Mette Schjoldager kampflos